# ISO 3166-2:MC
Artículo principal: ISO 3166-2
La ISO 3166-2:MC incluye los códigos de los 17 barrios de Mónaco. El objetivo de esta familia de normas es establecer en todo el mundo una serie de abreviaturas para los lugares, para su uso en las etiquetas de paquetes, contenedores y tal. En cualquier lugar donde un código alfanumérico corto puede servir para indicar claramente la ubicación de una forma más conveniente y menos ambigua que la forma completa el nombre del lugar.
Cada código se compone de dos partes, separadas por un guion. La primera parte es MC, el código ISO 3166-1 alfa-2 de Mónaco. La segunda parte son dos letras.

## Códigos
| Código | Nombre de la subdivisión |
| ------ | ------------------------ |
| MC-FO  | Fontvieille              |
| MC-JE  | Jardin Exotique          |
| MC-CL  | La Colle                 |
| MC-CO  | La Condamine             |
| MC-GA  | La Gare                  |
| MC-SO  | La Source                |
| MC-LA  | De Larvotto              |
| MC-MA  | Malbousquet              |
| MC-MO  | Monaco-Ville             |
| MC-MG  | Monegeti                 |
| MC-MC  | Montecarlo               |
| MC-MU  | Moulins                  |
| MC-PH  | Puerto Hércules          |
| MC-SR  | Saint-Roman              |
| MC-SD  | Sainte-Dévote            |
| MC-SP  | Spélugues                |
| MC-VR  | Vallon de la Rousse      |